# 渥美友元
渥美 友元（あつみ とももと）は、戦国時代の三河国の武将。松平氏の家臣。

## 略歴
三河国渥美郡の人。渥美氏の出自について『寛政重修諸家譜』は藤原姓としているが、実際は阿曇氏を起源に持つ一族であるとされる。
享禄元年（1528年）岡崎城主・松平清康に服属して30貫の知行を与えられる。同年、清康が岡崎近郷の投・欠で鷹狩をした際、叶田大蔵が謀反を起こして清康を討とうとした。事前に察知していた友元は叶田勢の後背を襲ってその鎮圧に貢献し、50貫の加増を受けた。享禄2年（1529年）今橋城主・牧野信成との合戦では船戦で活躍して勝利に貢献し、岡崎近郷に120貫を加増される。天文4年（1535年）尾張出陣に従軍。守山崩れで清康が亡くなるとその嫡男広忠に従い、続く井田野の戦いでは戦傷を負う功があった。天文13年（1544年）82歳で死去。。